# Jonathan Williams (Offizier)

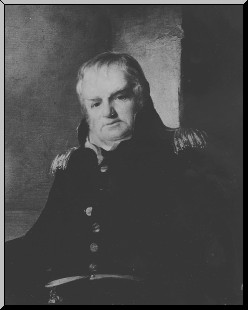
Jonathan Williams

Jonathan Williams (* 20. Mai 1751 in Boston, Province of Massachusetts Bay; † 16. Mai 1815 in Philadelphia, Pennsylvania) war ein US-amerikanischer Offizier und Politiker. Im Jahr 1815 vertrat er den Bundesstaat Pennsylvania im US-Repräsentantenhaus. Zuvor war er zwei Mal Leiter der United States Military Academy in West Point.

## Werdegang
Jonathan Williams war ein Großneffe von Benjamin Franklin. Er studierte unter anderem an der Harvard University. Zwischen 1770 und 1785 verbrachte er die meiste Zeit in Frankreich und England, wo er zeitweise Sekretär seines Großonkels war. Er unterstützte dessen politische Missionen und war auch als Handelsagent für die damals neu entstandenen Vereinigten Staaten tätig. In dieser Zeit studierte er auch das Militärwesen. 1785 kehrte er in die Vereinigten Staaten zurück, wo er sich in Philadelphia niederließ. Dort wurde er Berufungsrichter, was auf ein früheres Jurastudium schließen lässt. Am 16. Februar 1801 trat er als Major in die United States Army ein. Dort wurde er den Pionieren (Engineers) zugeteilt. Im Dezember 1801 wurde er vom neuen Präsidenten Thomas Jefferson zum ersten Leiter der in jener Zeit gegründeten Militärakademie in West Point ernannt. Dieses Amt bekleidete er zwischen 1801 und 1803 sowie nochmals von 1805 bis 1812.
Williams war auch am Bau der Befestigungsanlagen im New Yorker Hafen beteiligt. Während seiner Militärzeit stieg er bis zum Oberst auf. Beim Ausbruch des Britisch-Amerikanischen Krieges erwartete er, zum Kommandeur der Verteidigungsanlagen von New York City ernannt zu werden. Aus Verärgerung über die nicht erfolgte Berufung auf dieses Kommando trat er am 31. Juli 1812 von seinem Posten in West Point zurück und aus der US Army aus. Er kehrte nach Philadelphia zurück, wo er eine Gruppe Freiwilliger Pioniere befehligte, die die dortigen Befestigungen verstärkten. Ansonsten widmete er sich literarischen, militärischen und wissenschaftlichen Themen.
Bei den Kongresswahlen des Jahres 1814 wurde Williams als Kandidat der Demokratisch-Republikanischen Partei im ersten Wahlbezirk von Pennsylvania in das US-Repräsentantenhaus in Washington, D.C. gewählt, wo er am 4. März 1815 die Nachfolge von Charles Jared Ingersoll antrat. Er starb am 16. Mai 1815 in Philadelphia, noch vor der konstituierenden Sitzung des Kongresses.